# Władysław Jarecki
Władysław Jarecki (ur. 7 czerwca 1876 w Warszawie, zm. 1 marca 1929 tamże) – polski lekarz, dyrektor Instytutu Głuchoniemych i Ociemniałych w Warszawie w latach 1918–1929.

## Życiorys
Władysław Jarecki urodził się 7 czerwca 1876 w Warszawie. Był synem Aleksandra. Po ukończeniu gimnazjum w Warszawie w 1899 rozpoczął studia przyrodnicze na Uniwersytecie Warszawskim, a po dwóch latach przeniósł się na Wydział Lekarski tegoż uniwersytetu. W czasie studiów był członkiem Koła Braterskiego tajnego Związku Młodzieży Polskiej „Zet”. W 1904 należał do warszawskiego Komitetu Okręgowego tej organizacji (wraz z Przemysławem Podgórskim i Alfonem Bogusławskim). Po strajku szkolnym w 1905 wyjechał do Krakowa, gdzie w 1907 uzyskał dyplom lekarza w Collegium Medicum Uniwersytetu Jagiellońskiego. W czasie studiów krakowskich był członkiem Korporacji Akademickiej „Konwent Polonia”. Po studiach zaczął pracę lekarza w uzdrowisku Apolinarego Tarnawskiego w Kosowie. W 1908 nostryfikował dyplom lekarski w Dorpacie, dzięki czemu mógł wrócić do Warszawy i kontynuować tam pracę. W latach 1909–1911 pracował w szpitalu św. Ducha w Warszawie, gdzie specjalizował się w neurologii.
W czasie I wojny światowej w 1914 został powołany do Armii Imperium Rosyjskiego, w którym służył jako naczelny lekarz wojskowego 54 szpitala psychiatrycznego w Tyflisie. Sprawował wtedy funkcję przewodniczącego Komitetu Wykonawczego Polskich Organizacji Wojskowych i Polskiej Rady Okręgowej na Kaukazie.

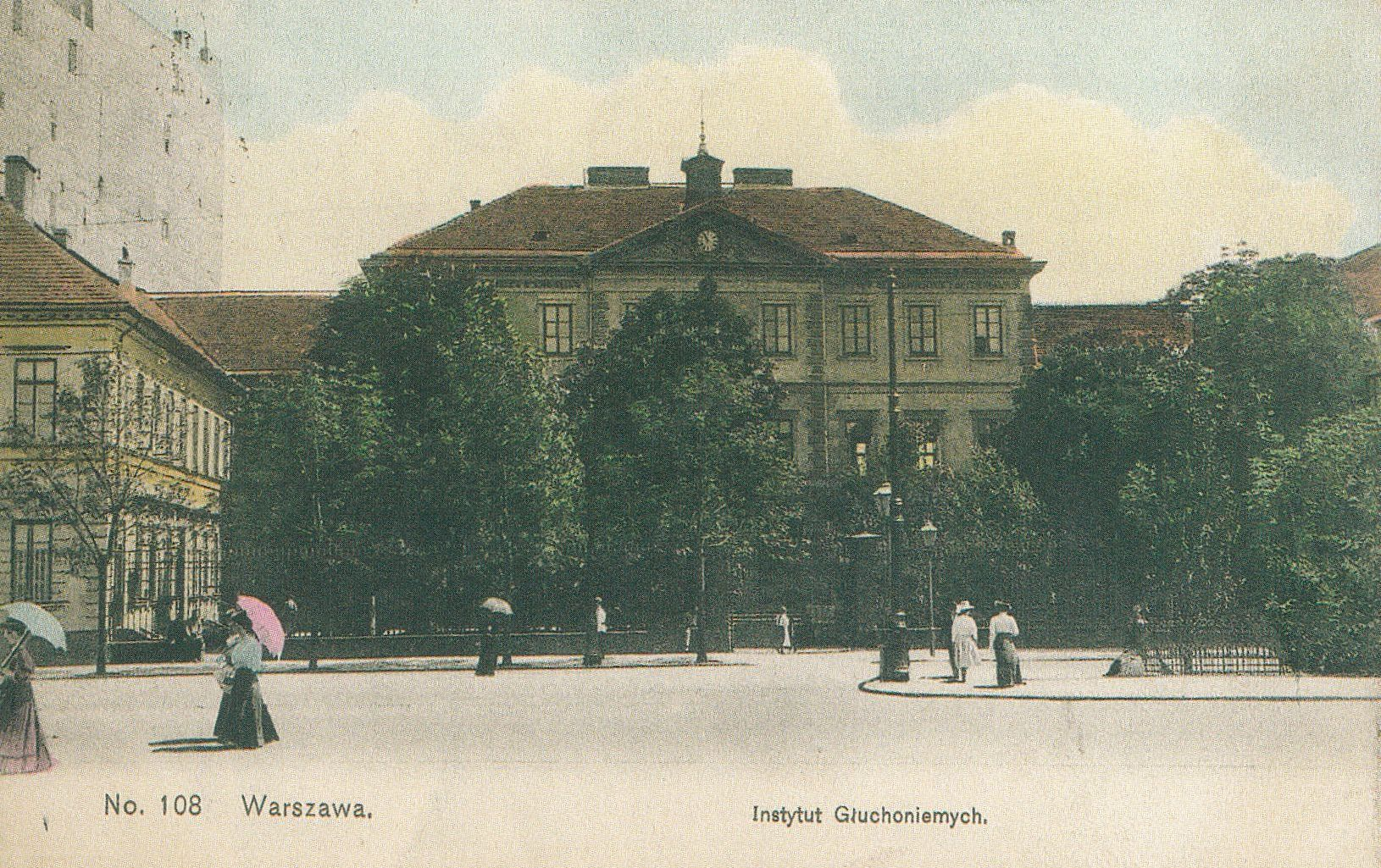
Instytut Głuchoniemych i Ociemniałych w Warszawie w 1908

W czerwcu 1918 wrócił do Polski i z dniem 1 września tego roku objął kierownictwo Instytutu Głuchoniemych i Ociemniałych w Warszawie. Pełnił funkcję dyrektora tej placówki przez 10 lat do końca życia, przyczyniając się do jej odbudowy i rozwoju. Działał społecznie, m.in. był czynnym członkiem Warszawskiego Towarzystwa Neurologicznego, w którym kilkakrotnie pełnił funkcję sekretarza i skarbnika. Był też kuratorem w Towarzystwie Głuchoniemych oraz prezesem Towarzystwa Ociemniałych. Był również członkiem zarządu Towarzystwa Latarnia, izby lekarskiej, zrzeszenia niewidomych. Był współpracownikiem Polskiego Związku Sportowego Głuchoniemych, wraz z którym pod koniec lat 20. utworzył Komisję Popierania Sportów Wśród Głuchoniemych. Od 1923 był wydawcą czasopisma „Neurologia Polska”. Publikował artykuły w piśmie „Świat Głuchoniemych”.
W czasie, gdy kierował Instytutem, doceniał wagę wychowania fizycznego, wprowadził gimnastykę i zainicjował powstanie szkolnego koła sportowego. Utworzono internat i (w 1919 roku) pierwsze w Polsce przedszkole dla dzieci głuchych, prowadzone przez Julię Manczarską. W 1920 powołano przy Instytucie Głuchoniemych Instytut Fonetyki – pierwszy w Polsce zakład kształcenia nauczycieli głuchych dzieci. W tymże roku zorganizowano tu drużynę harcerską. W budynku Instytutu w 1922 roku powstał Instytut Pedagogiki Specjalnej, którego dyrektorem została Maria Grzegorzewska. Po śmierci Władysława Ołtuszewskiego (1922) był jedynym poważnym specjalistą w przedmiocie zaburzeń mowy w Polsce.
Zmarł 1 marca 1928 w Warszawie. Został pochowany na cmentarzu Powązkowskim w Warszawie.